# Jovana Rapport
Jovana Rapport (născută Vojinović, în sârbă Јована Војиновић; n. 18 februarie 1992, Trstenik⁠(d), Republica Serbia, Serbia) este o jucătoare de șah sârbă. Ea deține titlul de mare maestră (WGM), pe care i l-a acordat FIDE în 2009. Este de două ori campioană feminină a Muntenegrului (2009, 2010) și, de asemenea, campioană feminină a Serbiei (2014).

## Cariera de șah
Rapport a participat la Campionatele Europene de șah pentru tineret și la Campionatele Mondiale de șah pentru tineret la diferite categorii de vârstă. Cel mai bun rezultat al ei a fost locul trei în 2002 la Heraklion la Campionatele Mondiale de tineret la categoria de vârstă fete U10. Când nu a făcut parte din echipa Serbiei în 2006, a decis să reprezinte Muntenegru. Ea a reprezentat Muntenegru la Campionatele Europene de șah pe echipe pentru fete U18 (2007-2009) și a câștigat medalii de argint (2008) și bronz (2007) pe echipe și a câștigat două medalii individuale de aur (2008, 2009) și argint (2007).
Ea a câștigat Campionatul Mediteranean de șah feminin din 2009 din Antalya. În 2011, la Pančevo, a câștigat turneul internațional de șah feminin.
La Campionatul Muntenegrean de șah pentru femei, ea a câștigat patru medalii - două de aur (2009, 2010), una de argint (2008) și una de bronz (2007). La începutul anului 2013 ea și-a schimbat din nou federația cu cea a Serbiei natale. În 2014, ea a câștigat Campionatul de șah pentru femei din Serbia.
Jovana Rapport a jucat pentru Muntenegru și Serbia la olimpiadele feminine de șah:
- În 2008, la prima tablă la a 38-a Olimpiada de șah (femei) din Dresda (+6, =3, -2),
- În 2010, la prima tablă la a 39-a Olimpiada de șah (femei) din Khanty-Mansiysk (+6, =2, -3),
- În 2012, la prima tablă la a 40-a Olimpiada de șah (femei) de la Istanbul (+5, =6, -0),
- În 2014, la a doua tablă la a 41-a Olimpiada de șah (femei) din Tromsø (+5, =1, -4),
- În 2016, la prima tablă la a 42-a Olimpiada de șah (femei) de la Baku (+5, =2, -3). [10]

Jovana Rapport a jucat pentru Muntenegru și Serbia în Campionatele Europene de șah pe echipe : 
- În 2007, la a doua tablă în al 7-lea Campionat European de șah pe echipe (femei) din Heraklion (+1, =3, -4),
- În 2009, la prima tablă în al 8-lea Campionat European de șah pe echipe (femei) de la Novi Sad (+3, =3, -3),
- În 2011, la prima tablă în al 9-lea Campionat European de șah pe echipe (femei) de la Porto Carras (+4, =3, -2),
- În 2013, la tabla a treia la cel de-al 10-lea Campionat European de șah pe echipe (femei) de la Varșovia (+3, =1, -4),
- În 2015, la tabla a doua în al 11-lea Campionat European de șah pe echipe (femei) de la Reykjavik și a câștigat medalia de aur individual (+5, =3, -0).

În 2008, ea a primit titlul de Femeie Maestru Internațional (WIM) de către FIDE și a primit titlul de Femeie Mare Maestru (WGM) în anul următor.
Rapport a atins normele necesare pentru titlul de Maestru Internațional (IM) la sfârșitul lunii noiembrie 2015, dar încă nu a atins ratingul minim (2400) pentru titlu.

## Viață personală
S-a căsătorit cu marele maestru maghiar de șah Richárd Rapport⁠(d) în 2016 și locuiesc la Belgrad, Serbia.